# Лак (Кот-д’Ивуар)
Лак (фр. Lacs) — область в центральной части Кот-д’Ивуара.
- Административный центр — город Ямусукро, который также является столицей государства.
- Площадь — 8875 км², население — 677 812 человек (2010 год).

## География
На севере граничит с областью Валле-дю-Бандама, на востоке с областью Нзи-Комоэ, на юге с областью Лагюн, на западе с областями Фромаже и Марауэ.

## Административное деление
Область делится на 4 департамента:
- Тиебису
- Тумоди
- Ямусукро
- Дидиеви (с 2000 г.)